# Anachrostis
Anachrostis is een geslacht van vlinders van de familie spinneruilen (Erebidae), uit de onderfamilie Catocalinae.

## Soorten
- A. elachista Fletcher, 1957
- A. fulvicilia Hampson, 1926
- A. indistincta Wileman & South, 1917
- A. marginata Wileman & South, 1917
- A. metaphaea Hampson, 1926
- A. minima Hampson, 1926
- A. nigripuncta Hampson, 1893
- A. ochracea Hampson, 1926
- A. rufula Hampson, 1926
- A. siccana Walker, 1863
- A. straminea Rothschild, 1916
- A. timorensis Hampson, 1926